# Pyrrhalta tianmuensis
Pyrrhalta tianmuensis es una especie de insecto coleóptero de la familia Chrysomelidae. Fue descrita científicamente en 1964 por Chen.

## Descripción
- Vista dorsal: fuertemente asimétrico, el ápice termina en una punta aguda. La parte apical es más estrecha que la base, afinándose gradualmente hacia el extremo, pero con una curvatura cerca de la mitad de la base en el lado derecho; casi recto en el lado izquierdo antes del ápice.[2]

- Vista lateral: muy delgado, casi recto en el lado izquierdo, afinándose repentinamente hasta una punta aguda en el primer cuarto basal del lado derecho.[2]

## Distribución
China (Zhejiang).